# Zuilen van Hercules

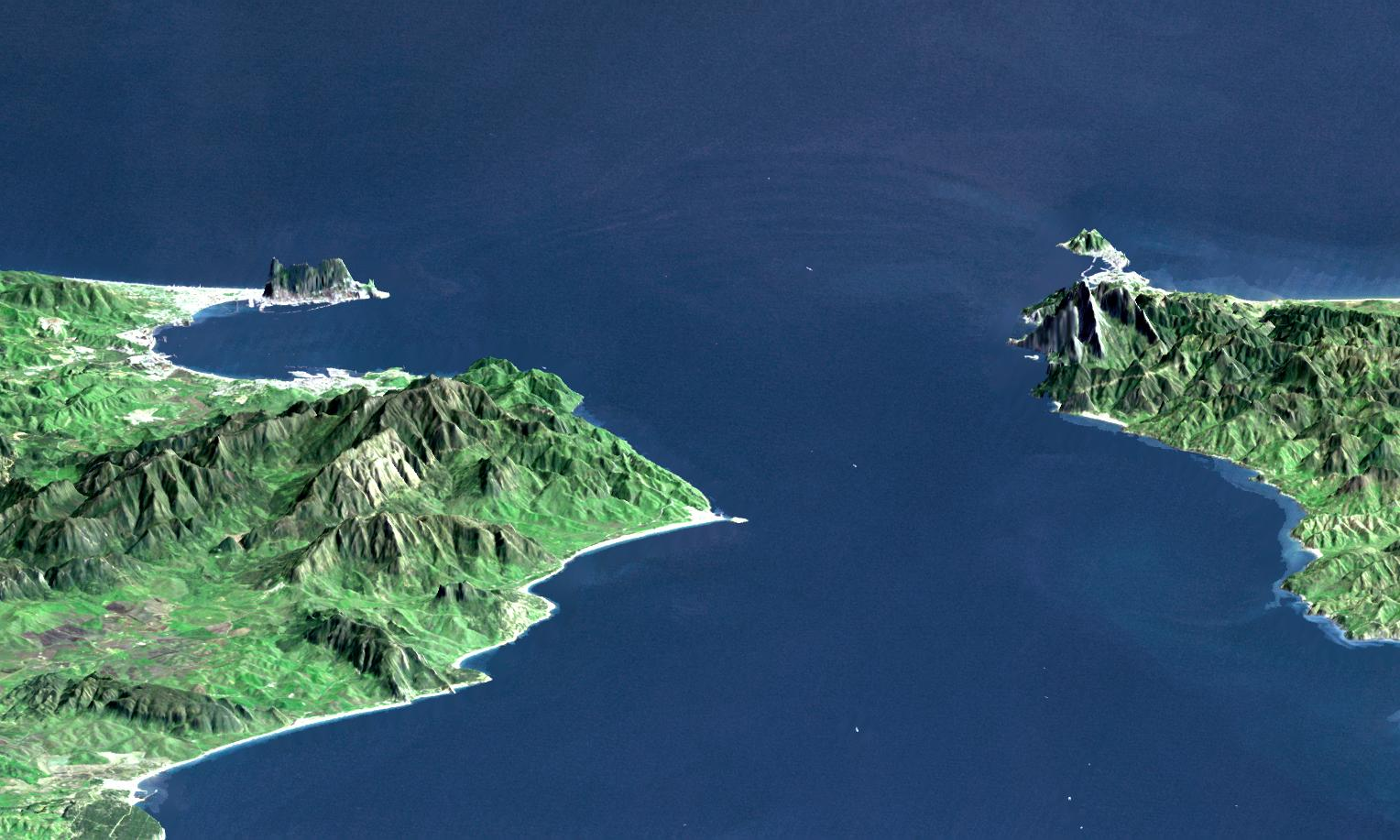
De Straat van Gibraltar gezien vanaf de Oceaan. Duidelijk zijn de rots van Gibraltar links op de achtergrond en de Monte Hacho rechts, de Zuilen van Hercules.

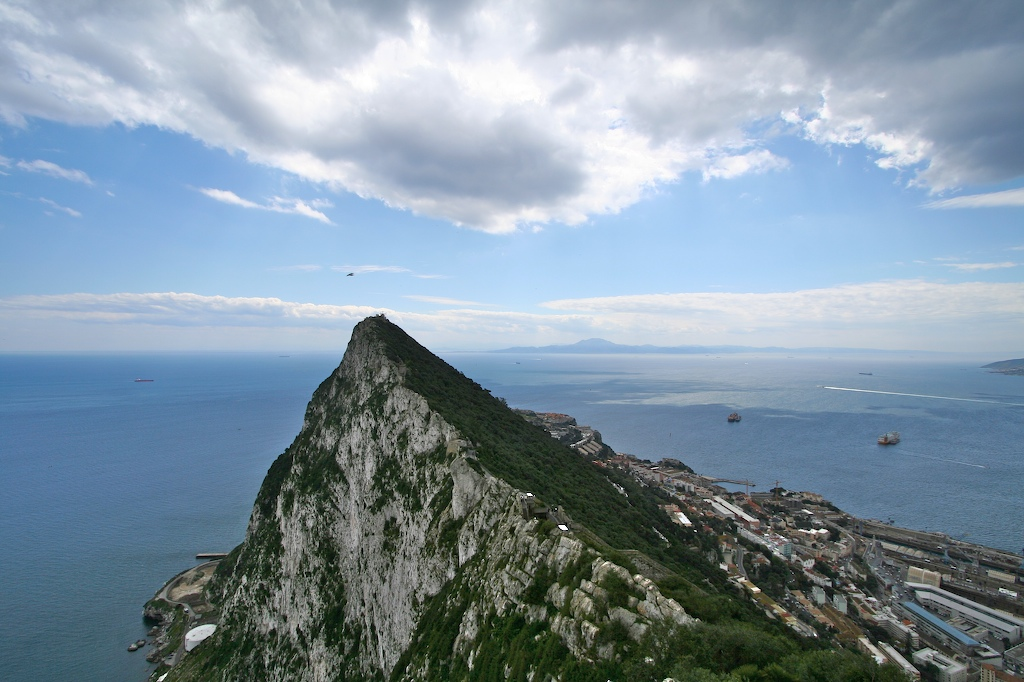
De Zuilen van Hercules, met de rots van Gibraltar op de voorgrond en Ceuta aan de overkant

Zuilen van Hercules was de antieke aanduiding van de Straat van Gibraltar, een veertien kilometer brede zee-engte die de Middellandse Zee verbindt met de Atlantische Oceaan. Doorgaans worden de zuilen vereenzelvigd met de vooruitstekende rotsen die men ontmoet bij het binnenvaren van de straat: aan het zuiden de Monte Hacho in Afrika en aan het noorden de Rots van Gibraltar in Europa. Mythologisch waren de zuilen verbonden met de Fenicische god Melqart, door de Grieken geïdentificeerd met Herakles.

## Naamgeving
De aanduiding is voor het eerst te vinden in de derde Olympische Ode van Pindaros. Strabo vermeldt verschillende theorieën over de aard van de zuilen en hun band met Herakles. Hij schrijft dat de zuilen volgens sommigen te vinden waren in Gadeira, het huidige Cádiz, dat toen de eerste Fenicische kolonie voorbij de straat van Gibraltar was. In Gadeira stond een Melqarttempel, waar mogelijk twee bronzen pijlers stonden.
In de meest gehoorde versie hebben de zuilen betrekking op twee vooruitspringende rotsen langs de straat van Gibraltar. Ze zouden zijn opgericht door de Griekse held Herakles (Hercules is de Latijnse vorm van de naam) bij het verrichten van zijn tiende werk, het halen van de runderen van Geryones. Volgens Seneca en Plinius reet Hercules het Atlasgebergte open zodat er een doorgang kwam tussen de Atlantische Oceaan en de Middellandse Zee. Bij Diodoros van Sicilië lezen we dan weer dat hij de twee rotsen net dichter bijeen trok, om oceaanmonsters uit de Middellandse Zee te houden. Ook over de identificatie van de rotsen bestaat geen volstrekte duidelijkheid. De oude namen waren Calpe en Abilyx (Κάλπη en Ἀβίλυχ). De noordelijke zuil Calpe wordt algemeen vereenzelvigd met de Rots van Gibraltar, terwijl de zuidelijke Abilyx de Monte Hacho in Ceuta kan zijn of de grotere Jebel Musa.

## Symbolische betekenis

Het wapen van Spanje met de Zuilen aan weerszijden

In de oudheid was de Middellandse Zee goed bekend. Bij de Zuilen begon een onbekende wereldzee die slechts gedeeltelijk verkend was. Men voer natuurlijk wel langs de westkust van Europa en Afrika, maar niemand wist wat er verder in het westen lag. Dat verklaart de woorden Non plus ultra (niet verder) die, volgens de overlevering, op de Zuilen geschreven waren. Volgens Plato lag Atlantis voorbij de Zuilen van Hercules, en dus in de Atlantische Oceaan.
Na de ontdekking van Amerika symboliseerden de Zuilen de opening naar de nieuwe wereld. De Spaanse kolonisaties daar werden dermate belangrijk voor het land dat de Zuilen in de heraldiek op zijn genomen. De eerste om de Zuilen in zijn wapen te voeren is Karel I van Spanje (bij ons beter bekend als keizer Karel V). Sinds hem zijn ze ook in het nationale wapen opgenomen, aan weerszijden van het wapenschild en gehuld in een banier, nu met de tegengestelde tekst, Plus ultra (steeds verder), om aan te geven dat de Straat van Gibraltar de opening is naar de rest van de wereld, en dat de Spaanse lotsbestemming aan de andere kant daarvan ligt.

## Afbeeldingen

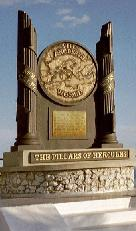
Het monument "De Zuilen van Hercules"
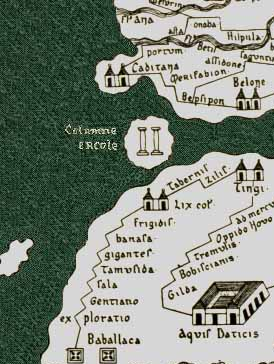
Moderne reconstructie van de verloren gegane westsectie van de Tabula Peutingeriana, waarop de Zuilen van Hercules (Columne Ercole) te zien zijn.
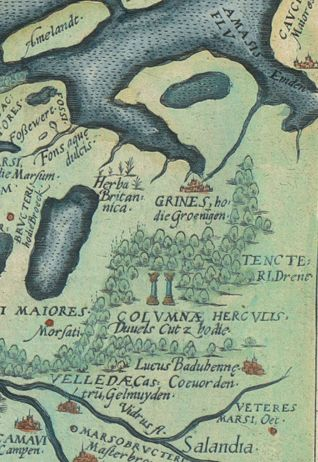
Ortelius tekent in 1570 op een van de kaarten van de Theatrum Orbis Terrarum de Duvelskut als Zuilen van Hercules in Drenthe in de Romeinse tijd.

## Antieke bronnen
- Pindaros, Derde Olympische Ode
- Strabo, Geografika, 3.5.5.
- Plinius de Oudere, Naturalis historia, 3.4